# زیردریایی تیپ یوبی آی‌آی آلمان
زیردریایی تیپ یوبی آی‌آی آلمان (به انگلیسی: German Type UB II submarine) یک کلاس از زیردریایی است که طول آن ۳۶٫۱۳–۳۶٫۹۰ متر (۱۱۸ فوت ۶ اینچ–۱۲۱ فوت ۱ اینچ) می‌باشد.